# Eunica tatila
Espèce
Eunica tatila est une espèce de lépidoptères des Amériques de la famille des Nymphalidae.

## Dénomination
Eunica tatila a été décrit par Gottlieb August Wilhelm Herrich-Schäfferen 1855 sous le nom initial de Cybdelis tatila.
Synonyme : Eunica caerula, Godman & Salvin, [1883].

### Noms vernaculaires
Eunica tatila se nomme Brown Purplewing ou Florida Purpelwing en anglais.

### Sous-espèce
- Eunica tatila tatila ou Eunica tatila caerula Godman & Salvin, 1887
- Eunica tatila bellaria Fruhstorfer, 1908
- Eunica tatila tatilina Fruhstorfer, 1908
- Eunica tatila tatilista Kaye, 1926[1].

## Description
C'est un papillon d'une envergure de 40 mm à 62 mm, au dessus marron clair suffusé de violet et ailes antérieures marquées de six ou sept taches rondes.

## Biologie

### Période de vol
Il vole toute l'année.

### Plantes hôtes
Non connues. 

## Écologie et distribution
Eunica tatilaa  est présent aux USA dans le sud du Texas et de la Floride, au Mexique, au Guatemala, en Colombie et au Brésil dans le bassin de l'Amazone et à la Jamaïque.

### Biotope
Il réside dans les forêts en bord des rivières.

### Protection
Pas de statut de protection particulier.

## Philatélie
Ce papillon figure sur une émission de Cuba de 1995 (valeur faciale : 15 c.).